# Đức Thông
Đức Thông là một xã thuộc huyện Thạch An, tỉnh Cao Bằng, Việt Nam.

## Địa lý
Xã Đức Thông nằm ở phía tây huyện Thạch An, có vị trí địa lý:
- Phía đông giáp xã Thái Cường và xã Trọng Con
- Phía tây giáp xã Minh Khai
- Phía nam giáp tỉnh Lạng Sơn
- Phía bắc giáp xã Canh Tân và xã Kim Đồng.

Xã Đức Thông có diện tích 71,17 km², dân số năm 2019 là 1.902 người, mật độ dân số đạt 26 người/km².
Trên địa bàn xã có một số ngọn núi như Bàng Bia, Khau Tó, Cam Có, Diều Phong, Đông Luông, Khau Piếc, Khuổi Chủ, khau Mài, khau Ma, Phân Mẫn Pò Lầu, khau Pứt, khau Quân, khau Sam Sẩu, khau Tèng, khau Tành.
Các dòng suối chảy trên địa bàn xã gồm có khuổi Cà, suối Đông Rấn, khuổi Đinh, khuổi Gìn, khuổi Mài, khuổi Nà Mèng, suối Nà Hén, khuổi Phùm, khuổi Tàng, suối Tềnh Tát, suối Thin Théc, khuối Tôm, khuổi Tuồm.

## Lịch sử
Sau năm 1975, Đức Thông là một xã thuộc huyện Thạch An.
Đến năm 2019, xã Đức Thông được chia thành 12 xóm: Cẩu Lặn, Đoỏng Đeng, Kéo Quý, Khuổi Phùm, Nà Cát, Nà Mèng, Nà Pò, Sộc Coóc, Bản Tuồm, Khuổi Chắn, Khuổi Phủng, Tác Mai.
Ngày 9 tháng 9 năm 2019, Hội đồng Nhân dân tỉnh Cao Bằng ban hành Nghị quyết số 27/NQ-HĐND về việc:
- Sáp nhập xóm Khuổi Phùm vào xóm Cẩu Lặn
- Sáp nhập xóm Sộc Coóc vào xóm Kéo Quý
- Sáp nhập xóm Khuổi Chắn vào xóm Nà Pò
- Sáp nhập xóm Đoỏng Đeng vào xóm Bản Tuồm
- Sáp nhập ba xóm Khuổi Phủng, Tác Mai, Nà Mèng thành xóm Tân Tiến.

## Hành chính
Xã Đức Thông được chia thành 6 xóm: Bản Tuồm, Cẩu Lặn, Kéo Quý, Nà Cát, Nà Pò, Tân Tiến.